# Die Zwillingsschwestern aus Tirol
Die Zwillingsschwestern aus Tirol ist ein deutsch-österreichischer Fernsehfilm von Franz Antel aus dem Jahr 1992. Die Heimatfilm-Komödie entstand als Film-Special der Familienserie Almenrausch und Pulverschnee.

## Handlung
Im Tiroler Skiort Reith herrscht Aufregung: Schürzenjäger Bibi, der Neffe der Hotelbesitzerin Moser, ist aus dem Urlaub im Süden zurückgekommen. Vor allem Franz Gmeiner, der Besitzer der kleinen Pension Gipfelblick, freut sich darüber, hat Bibi doch mit seiner Unterschrift die Einwilligung für eine moderne Seilbahn gegeben, die Franz zusätzliche Gäste bringen soll. Als sich jedoch Frau Moser gegen die Seilbahn ausspricht, droht Franz der Ruin: Er hat bereits eine Firma mit dem Bau beauftragt und müsste hohe Ausfallzahlungen tätigen, für die er kein Geld hat. Er plant nun, seine Tochter Rosi aus München mit Bibi zu verkuppeln und durch die Heirat der beiden am Ende das Projekt doch noch finanzieren zu können.
Rosi kommt aus München nach Reith und geht als erstes zu ihrem Onkel Otto, mit dem Franz in langer Feindschaft lebt. Sie erfährt von ihm, dass Franz sie aus finanziellen Gründen mit Bibi verkuppeln will, und verunstaltet sich nun. Mit Perücke, falscher Zahnlücke, Sommersprossen und großer Brille jagt sie Bibi als Resi Gmeiner in die Flucht, den sie zudem zu ihrem Verlobten erklärt. Zusätzlich will sie ihm jedoch eine Lehre erteilen und trifft ihn abends in einer Bar – mit viel Schminke und modischen Sachen stellt sie sich ihm als Resis Zwillingsschwester Rosi vor und er ist sofort begeistert. Sie wechselt nun regelmäßig die Maskerade und erweckt als unattraktive Resi das Interesse des Architekten Peter Burger, der für Franz die Seilbahn entworfen hat. Peter bekommt bald mit, dass Resi und Rosi dieselbe Person sind, und Rosi verliebt sich in ihn. Bibi jedoch wird erst von seiner Tante aufgeklärt, dass Franz nur eine Tochter hat, und er gibt vor Rosi schließlich vor, dass er längst von ihrem Trick gewusst habe. Mit Peter habe er einen Spielgewinn im Casino darum gewettet, wer Rosi als Erstes rumkriegt. Wütend lässt Rosi Peter einen eigenen Spielgewinn zukommen und reist zurück nach München. Peter bleibt ratlos zurück. Otto hingegen hat es unterdessen geschafft, durch einen Trick alle glauben zu machen, dass er im Lotto gewonnen habe. Mit seinem Gewinn könnte er die Seilbahn finanzieren und so unterschreibt am Ende Frau Moser doch ihren Vertrag, da sie Angst um ihre Gewinne am Seilbahnprojekt hat.
Während einer Stammtischrunde kommt Franz auf den amerikanischen Gast Marilyn von einst zu sprechen und fragt sich, was wohl aus ihr geworden sei. In Amerika feiert unterdessen Marilyns Tochter Susan ihren 21. Geburtstag. Ihre Mutter ist verstorben und lässt ihr zu ihrem Geburtstag ein Kästchen überreichen. Darin eröffnet sie ihr, dass ihr Vater aus Reith stamme. Beigelegt ist ein Foto, das eine Skigruppe an einem Gipfelkreuz zeigt. Susan fährt mit ihrer Freundin Betsy nach Reith, stößt jedoch bei Franz und den anderen auf Ablehnung, da jeder glaubt, er könne ihr Vater sein und Alimentenforderungen befürchtet. Mit Peters Hilfe findet Susan die Namen der Männer auf dem Foto im Gipfelbuch von einst. Auf der Rückfahrt werden Peter und Susan von einem Schneesturm überrascht und retten sich in eine Nothütte. Hier finden sie eine Inschrift von Marilyn und einem gewissen F.G. Es stellt sich am Ende heraus, dass weder Franz noch der impotente Ferdinand Grienederl Susans Vater sind, sondern der damalige Fotograf des Bildes, Florian Grabner. Dies wiederum ärgert die Männer des Ortes, weil sich in der Zwischenzeit herausgestellt hat, dass Susan keine Alimentenjägerin, sondern Millionärin ist.

## Produktion
Die Zwillingsschwestern aus Tirol wurde 1992 in Seefeld in Tirol gedreht. Der Film kombiniert die beiden Folgen Die Zwillinge von Seefeld (= Folge 1) und Die Väter aus Tirol (Folge 2) der Fernsehserie Almenrausch und Pulverschnee, wobei die Länge von 100 Minuten der Einzelfolgen für den Film auf 90 Minuten gekürzt wurden. Die FSK nahm das Filmspecial am 23. Juni 1992 ab.

## Kritik
Der film-dienst nannte Die Zwillingsschwestern aus Tirol ein „triviales Serien-Special der achtteiligen (Fernseh-)Familienserie ‚Almenrausch und Pulverschnee‘, für das die ersten beiden Folgen zusammen gekoppelt wurden.“